# Neustadt (Bremen)
Neustadt este un sector al orașului hanseatic Bremen și aparține de sectorul sudic al orașului.

## Galerie de imagini

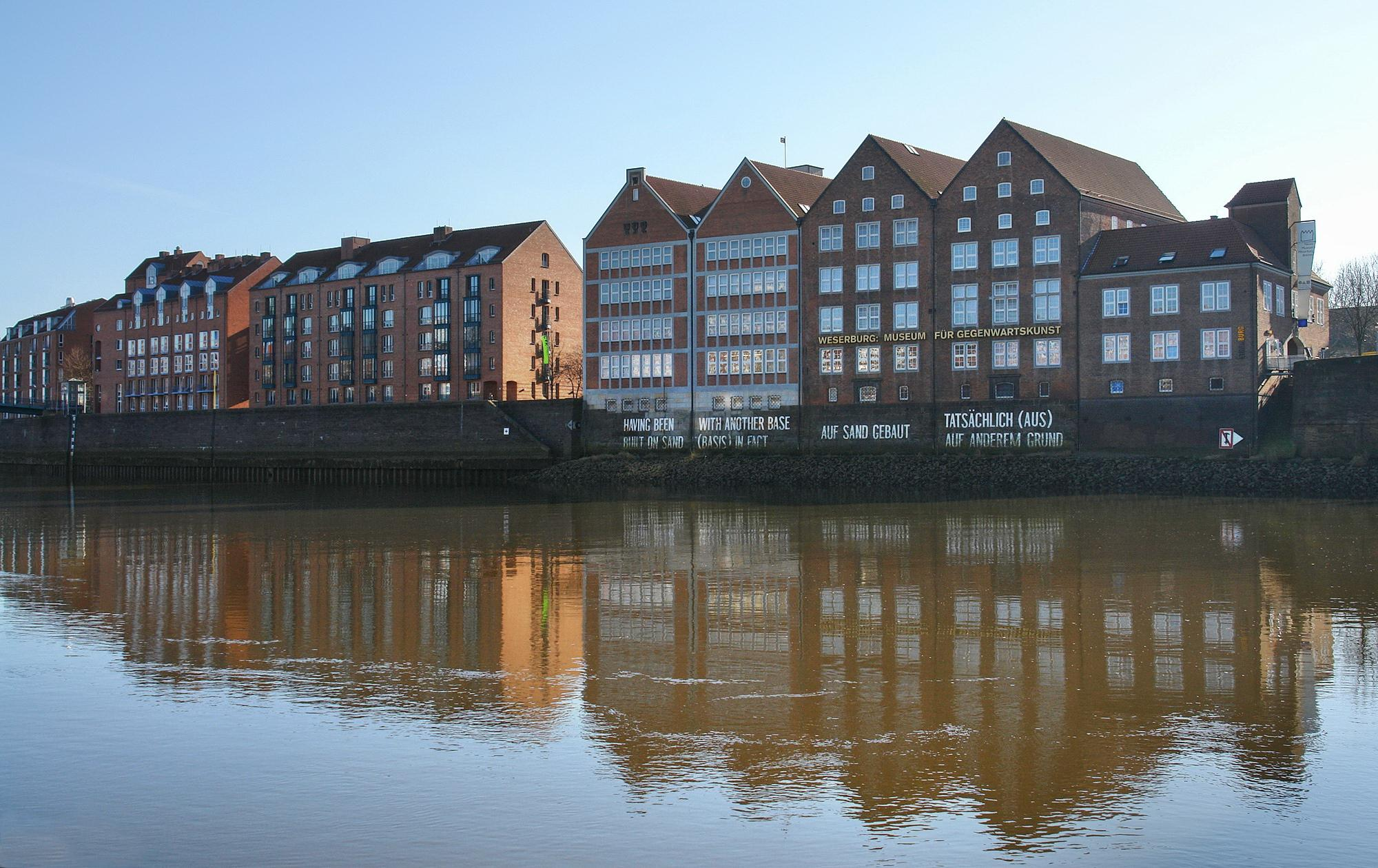
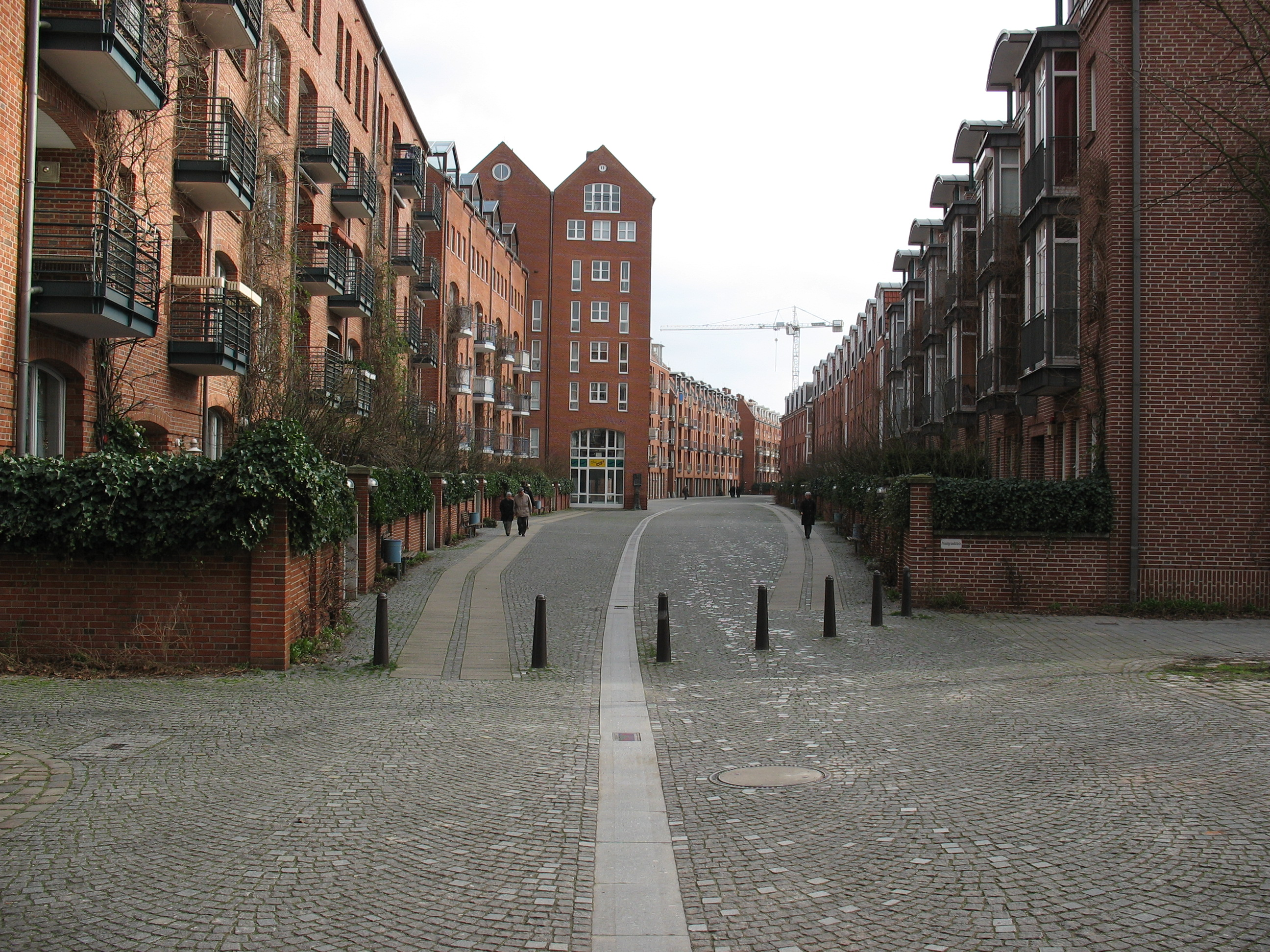
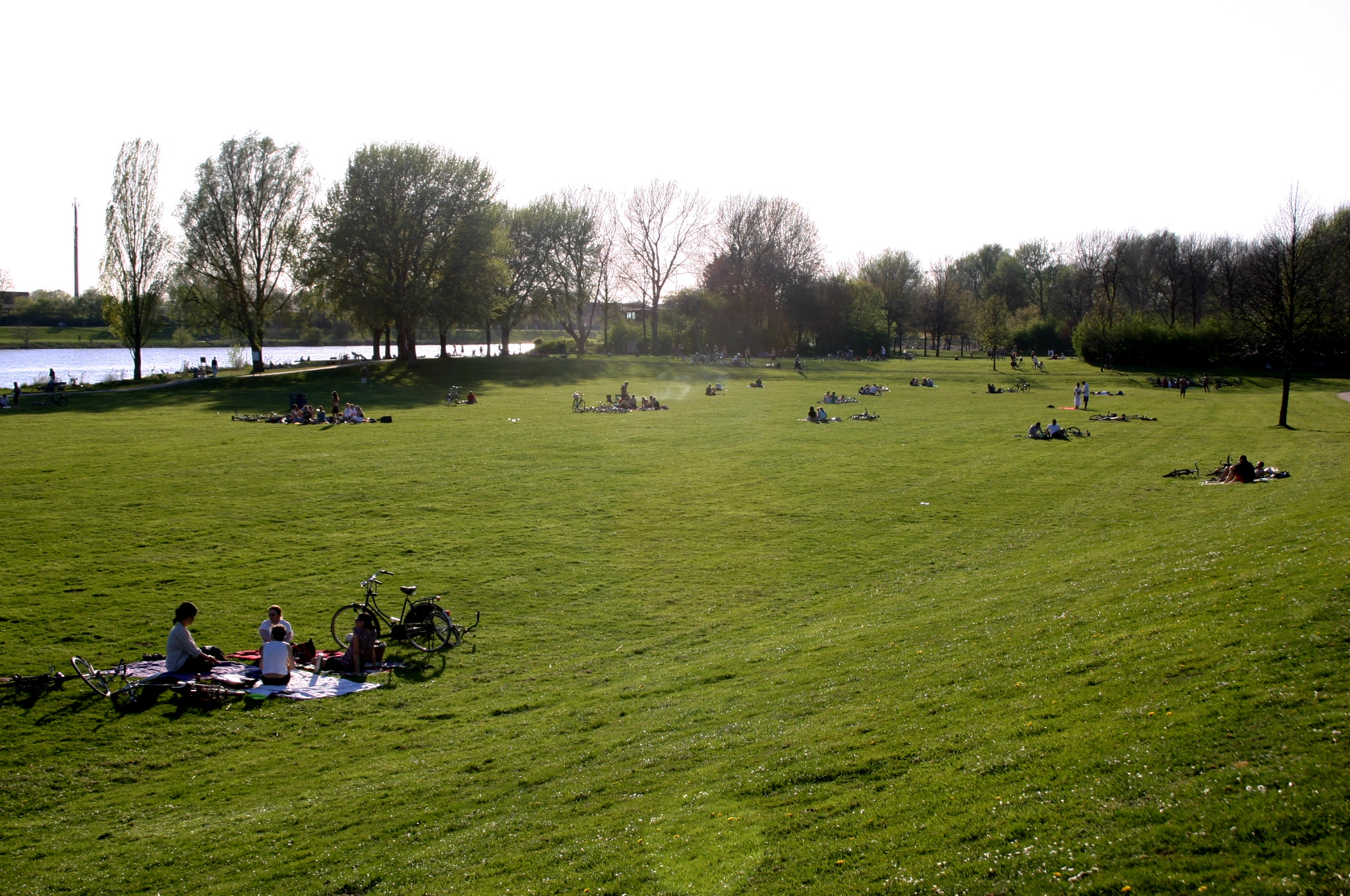
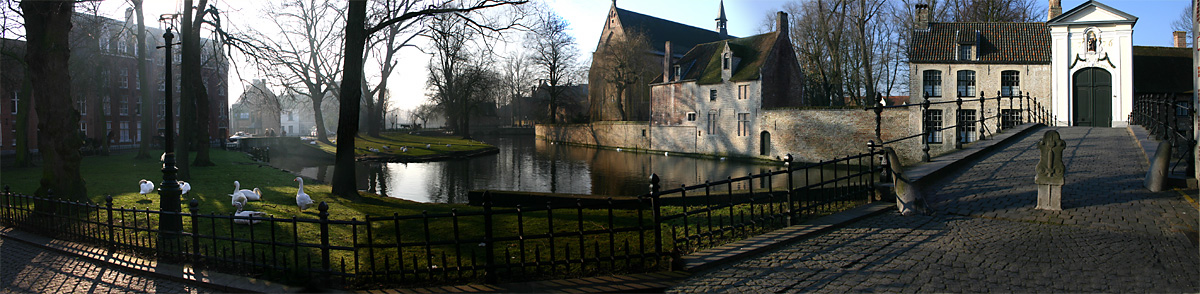